# Arquillinos (kommun)
Arquillinos är en kommun i Spanien.   Den ligger i provinsen Provincia de Zamora och regionen Kastilien och Leon, i den centrala delen av landet, 220 km nordväst om huvudstaden Madrid. Antalet invånare är 135.